# استون مارتین دی‌بی‌اس وی۱۲
استون مارتین دی‌بی‌اس (به انگلیسی: Aston Martin DBS) یک گرند تورر با کارایی بالا است که بر پایهٔ دی‌بی۹ ساخته شده و توسط سازندهٔ خودروهای لوکس بریتانیایی استون مارتین ساخته شده‌است.
استون مارتین پیش‌تر یک بار از نام دی‌بی‌اس در گرند تورر کوپه ۱۹۷۲–۱۹۶۷ خود استفاده کرده‌است. این خودروی مدرن جایگزین ونکویش اس ۲۰۰۴ به‌عنوان پرچمدار این برند شد. تولید دی‌بی‌اس در سال ۲۰۱۲ به پایان رسید و نسل دوم ونکویش جایگزین آن شد.

## مدل‌ها

### دی‌بی‌اس (۲۰۱۲–۲۰۰۸)

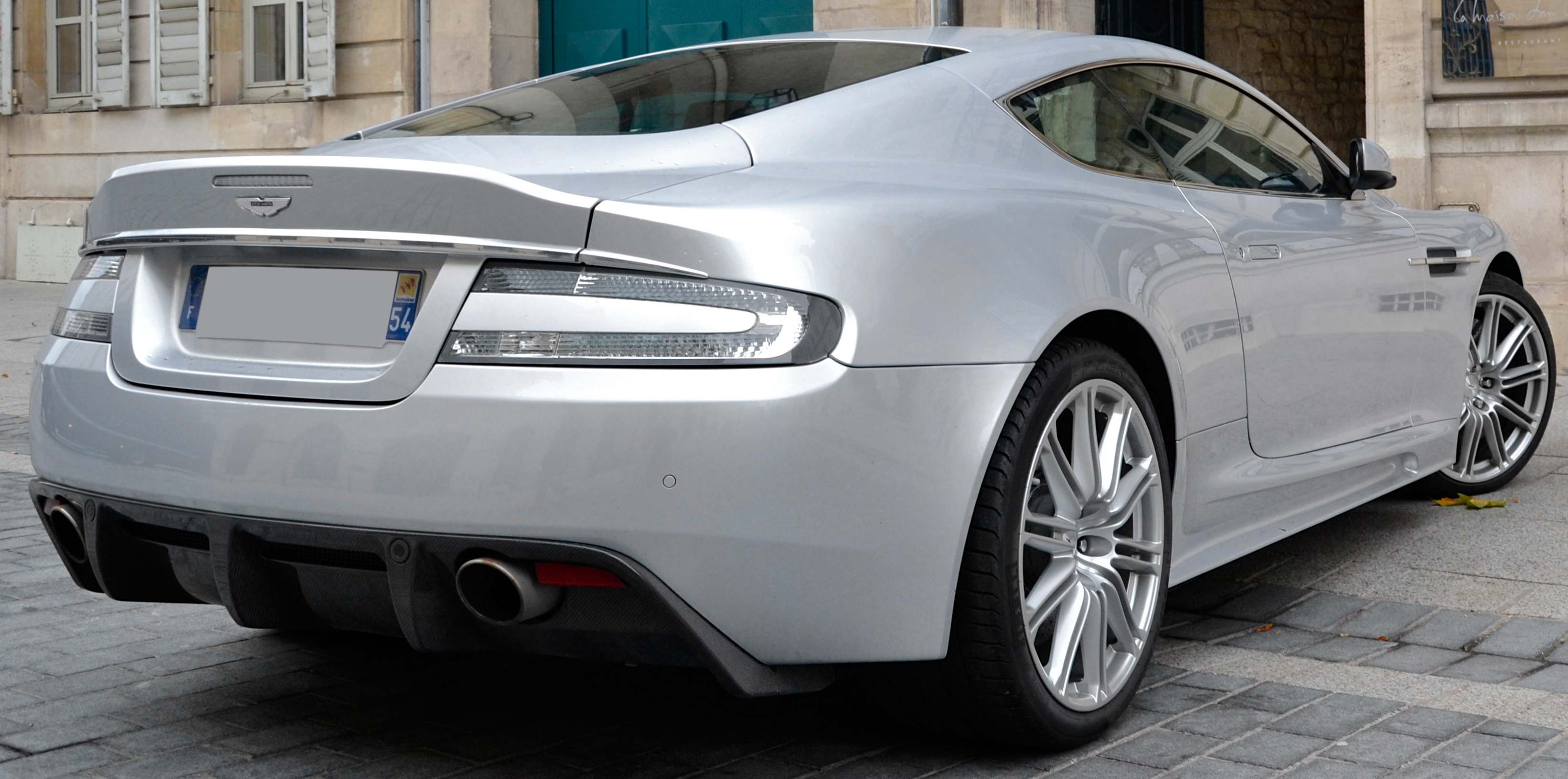
استون مارتین دی‌بی‌اس

دی‌بی‌اس رسماً در سال ۲۰۰۷ در پبل بیچ کانکورز دلیگانس در ۱۶ اوت ۲۰۰۷ رونمایی شد، که دارای یک رنگ بیرونی کاملاً جدید (خاکستری گرافیت با رنگ آبی) بود که به آن «نقره‌ای آذرخش» لقب گرفت و پس از آن در سال ۲۰۰۷ نمایشگاه خودروی فرانکفورت برگزار شد.
تحویل دی‌بی‌اس در سه‌ماههٔ اول سال ۲۰۰۸ آغاز شد.

### دی‌بی‌اس وولانته (۲۰۱۲–۲۰۰۹)
نسخهٔ کانورتیبل دی‌بی‌اس به نام دی‌بی‌اس وولانته در نمایشگاه خودروی ژنو ۲۰۰۹ در ۳ مارس ۲۰۰۹، و سپس در ۲۰۰۹ کانکورز دلیگانس رونمایی شد.
دی‌بی‌اس وولانته شامل یک سقف پارچه‌ای موتوردار جمع‌شونده است که توسط دکمه‌ای در کنسول مرکزی کنترل می‌شود و می‌تواند در ۱۴ ثانیه پس از فشار دادن دکمه به محفظه پشت صندلی‌ها تا شود. سقف را می‌توان با سرعت ۴۸ کیلومتر بر ساعت (۳۰ مایل بر ساعت) باز یا بسته کرد. به‌غیر از سقف، تغییرات شامل طراحی چرخ جدید برای هر دو نسخهٔ کوپه و وولانته و پیکربندی صندلی ۲+۲ نیز برای هر دو نسخه موجود است. از دیگر ویژگی‌های این خودرو می‌توان به جعبه‌دندهٔ شش سرعته دستی یا شش سرعته خودکار Touchtronic 2 آپشنال، سامانه سرگرمی Bang & Olufsen BeoSound در خودرو با ۱۳ بلندگو اشاره کرد. وولانته با وزن ۱٬۸۱۰ کیلوگرم (۳٬۹۹۰ پوند)، به‌دلیل اصلاحات سفت شدن شاسی از کوپه سنگین‌تر است. شتاب ۰ تا ۱۰۰ کیلومتر بر ساعت (۶۲ مایل بر ساعت) وولانته در ۴٫۳ ثانیه و بیشینه سرعت ۳۰۷ کیلومتر بر ساعت (۱۹۱ مایل بر ساعت) است.

تحویل دی‌بی‌اس وولانته در سه‌ماهه سوم سال ۲۰۰۹ آغاز شد.

### کربن سیاه، UB-2010 نسخه محدود (۲۰۱۰)
در سال ۲۰۱۰ استون مارتین دو نسخهٔ ویژه از دی‌بی‌اس را معرفی کرد.
نسخهٔ "Carbon Black" که برای دی‌بی‌اس و وی۱۲ ونتیج موجود است، شامل رنگ منحصربه‌فرد کربن سیاه (و همچنین نارنجی و خاکستری)، جعبه‌دندهٔ Touchtronic، مشکی یا نارنجی ابسیدین داخلی و صندلی‌های سبک‌وزن است.
دی‌بی‌اس UB-2010 Limited Edition یک نسخهٔ محدود (۲۰ دی‌بی‌اس کوپه و ۲۰ دی‌بی‌اس وولانته) از دی‌بی‌اس کوپه و وولانته است که به نام اولریش بز، مدیر عامل وقت استون مارتین لاگوندا لیمیتد، به‌مناسبت دهمین سال انتصاب وی نامگذاری شده‌است. این نسخه با جعبه‌دنده Touchtronic یا جعبه‌دنده ۶ سرعته دستی در صورت درخواست، رنگ بیرونی مشکی آزوریت، کالیپرهای ترمز آبی و داخلی برنزی ارائه می‌شود.
دی‌بی‌اس UB-2010 نسخه محدود در هشتادمین نمایشگاه خودرو ژنو رونمایی شد.

### ۲۰۱۱ دی‌بی‌اس کربن ادیشن (۲۰۱۱–۲۰۱۲)
استون مارتین در پایان دورهٔ تولید خود نسخه نهایی دی‌بی‌اس را با نام کربن ادیشن معرفی کرد. این خودرو که هم به‌صورت کوپه و هم به‌صورت وولانته (کانورتیبل) موجود است، دارای سه رنگ بدنه (نارنجی شعله‌ای، خاکستری سرامیکی، مشکی کربنی) با ظاهر روکش شیشه‌ای (رنگ لاکی ساتن آپشنال)، چرخ‌های الماسی مشکی براق ۱۰ پره روکش الماسی معکوس شده (مشکی براق کامل آپشنال)، کالیپرهای ترمز مشکی (زرد، نارنجی، قرمز یا خاکستری آپشنال)، جلوپنجرهٔ مشکی گرم، سر آینه‌های فیبر کربنی، چراغ‌های عقب فیبر کربنی، چراغ‌های عقب دودی، مشکی ابسیدین یا تودوزی چرمی نیمه آنیلین نارنجی مارانلو، روکش چرمی، روکش فیبر کربنی با بافت کربنی که دقیقاً مطابق با فرم داشبورد قرار گرفته‌است، پلاک منحصربه‌فرد نسخهٔ ویژه فیبر کربن با منبت فلزی لیزری، سامانه ناوبری ماهواره‌ای استون مارتین گارمین و برف پاک کن‌های تیغه پرتو.
نسخهٔ کربن در نمایشگاه خودرو فرانکفورت ۲۰۱۱ رونمایی شد.
تحویل در سه‌ماهه سوم سال ۲۰۱۲ آغاز شد

### سال دراگون ۸۸ نسخه محدود (۲۰۱۲)
دی‌بی‌اس وولانته دراگون ۸۸ سال دراگون را در چین گرامی می‌دارد. این مدل دارای صفحهٔ طلایی ۲۴ عیار بر روی نشان‌های بال آستون مارتین با روکش نیکل است که روی کاپوت و عقب هر خودرو چسبانده شده‌است، جلوپنجرهٔ روکش روشن، مش‌های کاپوت و خطوط جانبی دارد. انتخاب از سه طرح منحصربه‌فرد ۱۰ پره، چرخ‌های فورج سبک‌وزن با روکش نقره‌ای خاص، کالیپرهای ترمز مشکی، انتخابی از ۳ رنگ بدنه (قرمز آمیتیست، قرمز آتشفشانی، طلایی شامپاین) با رنگ‌های همسان روکش داخلی (قرمز تند، بنفش تیره، Chancellor) فضای داخلی قرمز به ترتیب برای بدنه قرمز آمیتیست، قرمز آتشفشانی، بدنه طلایی شامپاین)، دوخت نخ Sahara Tan، تزئینات صورت مشکی پیانو با الگوی خاتم‌کاری طلایی منحصربه‌فرد روی داشبورد، تابلوی شیشه‌ای، طرح گلدوزی زیر سر با رندر با استفاده از چهار رنگ نخ (طلای متالیک، ترافل کرم، گندم زمستانه و کسترل قهوه‌ای مایل به زرد) با الهام از دیوار نه اژدها در پارک بی‌های، پلاک‌های منحصربه‌فرد طاقچه حک‌شدهٔ لیزری با شماره و نام، جعبه ارائه که در همان چرم داخل ماشین آنها پیچیده شده و با آلکانترای عاج پوشانده شده‌است (در جعبه دارای یک اژدهای گلدوزی‌شده، با بال‌های استون مارتین برجسته در جلوی در و یک پلاک ماکت جلوپنجرهٔ در داخل در است. هر جعبه حاوی یک راهنمای مالک با جزئیات طلایی، دو ECU شیشه‌ای با کیسه‌های چرمی، یک جفت هدفون سفارشی‌سازی‌شده Bang & Olufsen با بال‌های آستون مارتین حکاکی‌شده لیزری در یک کیسهٔ چرمی) و یک سامانه صوتی Bang & Olufsen ۱٬۰۰۰ وات است.
دی‌بی‌اس وولانته دراگون ۸۸ در نمایشگاه بین‌المللی خودرو پکن در سال ۲۰۱۲ رونمایی شد و تولید آن به ۸۸ دستگاه محدود شد.

### استون مارتین دی‌بی‌اس کوپه زاگاتو سنتنیال ۲۰۱۳
در صدمین سالگرد بنیان‌گذاری این شرکت در کنزینگتون پارک، زاگاتو یک خودروی منحصربه‌فرد بر پایهٔ استون مارتین دی‌بی‌اس ارائه کرد. این کار به سفارش یک کارآفرین ژاپنی ساخته شد و به رنگ آبی درآمد. این به‌همراه استون مارتین دی‌بی۹ اسپایدر زاگاتو سنتنیال رونمایی شد.

## مشخصات فنی

### مشخصات کلی
- موتور: ۵٬۹۳۵ سانتی‌متر مکعب (۳۶۲٫۲ اینچ مکعب) AM11 وی۱۲، آلیاژی، میل‌سوپاپ بالاسری، ۴ سوپاپ در هر سیلندر
- جعبه‌دنده: ۶ سرعته دستی (۶ سرعته 'Touchtronic 2' خودکار آپشنال)
- پیشرانه: موتور جلو-محور عقب
- وزن پایین: ۱٬۶۹۵ کیلوگرم (۳٬۷۳۷ پوند)
- مصرف سوخت شهری: ۱۲ مایل بر گالون آمریکایی (۲۰ لیتر بر ۱۰۰ کیلومتر؛ ۱۴ مایل بر گالون بریتانیایی)
- مصرف سوخت بزرگراه: ۱۸ مایل بر گالون آمریکایی (۱۳ لیتر بر ۱۰۰ کیلومتر؛ ۲۲ مایل بر گالون بریتانیایی)
- بیشینه قدرت: ۵۱۷ اسب بخار متری (۳۸۰ کیلووات؛ ۵۱۰ اسب بخار) در ۶۵۰۰ دور در دقیقه
- گشتاور: ۵۷۰ نیوتن متر (۴۲۰ پوند-فوت) در ۵۷۵۰ دور در دقیقه
- گنجایش سوخت: ۷۸ لیتر (۲۰٫۶ گالون آمریکایی؛ ۱۷٫۲ گالون بریتانیایی)
- فاصله میان دو محور: ۱۰۷٫۹ اینچ (۲٬۷۴۱ میلیمتر)
- درازا: ۱۸۵٫۹ اینچ (۴٬۷۲۲ میلیمتر)
- پهنا: ۸۱٫۱ اینچ (۲٬۰۶۰ میلیمتر)
- بلندی: ۵۰٫۴ اینچ (۱٬۲۸۰ میلیمتر)[۱۶]

### جعبه‌دنده
دی‌بی‌اس مجهز به یک جعبه‌دنده دستی شش سرعته Graziano (جعبه‌دنده اولیه launch) و جعبه‌دنده شش سرعته خودکار Touchtronic 2 آپشنال، بر پایه همان واحد جعبه‌دنده زداف که برای دی‌بی۹ توسعه یافته بود، در سال ۲۰۰۸ معرفی شد. هنگامی که به جعبه‌دنده Touchtronic 2 مجهز می‌شود، دی‌بی‌اس دارای وزن سنگین‌تر ۱٬۷۶۵ کیلوگرم (۳٬۸۹۱ پوند) است.

### کارایی
دی‌بی‌اس مجهز به موتور وی۱۲ استون مارتین، ۵٫۹ لیتری AM08 60 درجه وی۱۲ با چهار سوپاپ در هر سیلندر است. از همین موتور اصلی در خودروهای مسابقه‌ای دی‌بی‌آر۹ و دی‌بی‌آراس۹ نیز استفاده می‌شود، البته با تغییرات گسترده. موتور دی‌بی‌اس دارای توان خروجی ۵۱۷ اسب بخار متری (۳۸۰ کیلووات؛ ۵۱۰ اسب بخار) در ۶٬۵۰۰ دور در دقیقه و ۵۷۰ نیوتن متر (۴۲۰ پوند-فوت) گشتاور در ۵٬۷۵۰ دور در دقیقه با نسبت تراکم ۱۰٫۹:۱ است. این موتور همچنین دارای یک سوپاپ بای پس فعال است که بالای ۵٬۵۰۰ دور در دقیقه باز می‌شود و هوای بیشتری را وارد موتور می‌کند و در نتیجه عملکرد آن افزایش می‌یابد و خودرو را از ۰ به ۱۰۰ کیلومتر بر ساعت (۶۲ مایل بر ساعت) در ۴٫۳ ثانیه می‌رساند و بیشینه سرعت آن ۳۰۹ کیلومتر بر ساعت (۱۹۲ مایل بر ساعت) است. در سال ۲۰۰۷، نمایشگاه اتومبیلرانی بریتانیا تخت‌گاز دی‌بی‌اس را در اطراف مسیر تست Top Gear خود با زمان دور ۱:۲۳٫۹ آزمایش کرد. ۳٫۲ ثانیه سریع‌تر از مدل پیشین خود، ونکویش اس و یک ثانیه سریع‌تر از بنتلی کانتیننتال جی‌تی.

### هندلینگ
دی‌بی‌اس از سکوی استون مارتین VH استفاده می‌کند. با توجه به ساختار، ۸۵ درصد از وزن خودرو میان فاصله بین دو محور نگه داشته می‌شود که منجر به افزایش هندلینگ، پاسخگویی و احساس در هنگام پیچ‌های تنگ می‌شود.
استون مارتین همچنین سامانه میرایی تطبیقی یا ADS را توسعه داده‌است که سامانه تعلیق را تغییر می‌دهد تا خودرو با حالت رانندگی مورد نظر راننده مطابق با شرایط جاده/آب و هوا کنار بیاید. هنگامی که روشن می‌شود، ADS به‌طور خودکار تنظیمات تعلیق را تغییر می‌دهد تا اطمینان حاصل شود که راننده همیشه سطوح بالایی از کنترل را دارد. جدا از سفت شدن سامانه تعلیق، واکنش دریچه گاز و ترمز افزایش یافته و فرمان تیزتر می‌شود.
دی‌بی‌اس به تایرهای پیرلی پی-زیرو که مخصوصاً برای خودرو توسعه یافته‌است، به همراه رینگ‌های ۲۰ اینچی آلومینیومی سبک‌وزن تعبیه شده‌است.
برای کاهش وزن، استون مارتین به‌طور گسترده از فیبر کربن در سراسر خودرو استفاده کرد. کاپوت، صندوق عقب، بال‌های جلو، در و محفظه صندوق عقب همگی از فیبر کربن ساخته شده‌اند. فرش‌ها نیز توسط لایه‌های نازک مخصوص ساخته شده از فیبر کربن ساخته شده‌اند. سقف و درها از آلومینیوم ساخته شده‌است. نتیجه کاهش وزن ۳۰ کیلوگرم (۶۶ پوند) در مقایسه با دی‌بی۹ است. این خودرو همچنین به یک تقسیم‌کننده فیبر کربنی در بال‌های جلو برای افزایش هندلینگ و یک دیفیوزر فیبر کربنی در عقب برای افزایش پایداری در سرعت بالا تعبیه شده‌است.
دیسک‌های ترمز از جنس سرامیک کربنی هستند که ۱۲٫۵ کیلوگرم (۲۸ پوند) وزن را کاهش می‌دهد. در جلو، ترمزهای ۳۹۸ میلیمتر (۱۵٫۷ اینچ) با تهویه و مته با کالیپرهای مونوبلوک آلیاژی ۶ پیستون وجود دارد. در عقب، ترمزهای ۳۶۰ میلیمتر (۱۴٫۲ اینچ) تهویه‌شده و مته‌شده با کالیپرهای تک‌بلوک آلیاژی ۴ پیستونی وجود دارد.

### داخل
فضای داخلی دی‌بی‌اس بسته به گزینه‌های مشخص شده توسط خریدار، ترکیبی از فیبر کربن، آلکانترا، چرم، چوب، فولاد ضدزنگ و سطوح آلومینیومی است. پانل‌های در با فیبر کربن، چوب یا چرم پوشیده شده‌اند و از کشش در فیبر کربنی استفاده می‌کنند. فاسیا، به عنوان استاندارد، از آلیاژ ماتریکس و کنسول مرکزی نقره‌ای ایریدیم یا، به عنوان یک اضافی آپشنال، فاسیا و کنسول مرکزی مشکی پیانو است. برای دستیابی به کاهش وزن حتی بیشتر، فرش دارای بافت سبک‌وزن خاصی است. این خودرو با استفاده از «واحد کنترل احساسات» راه‌اندازی می‌شود، که در ابتدا به ویژه برای دی‌بی‌اس توسعه یافت اما برای دیبی۹ و وی۸ ونتیج نیز در دسترس قرار گرفت. این کلید از فولاد ضدزنگ و شیشه ساخته شده‌است و در یک شکاف مخصوص در داشبورد قرار می‌گیرد.

## حضور در فیلم

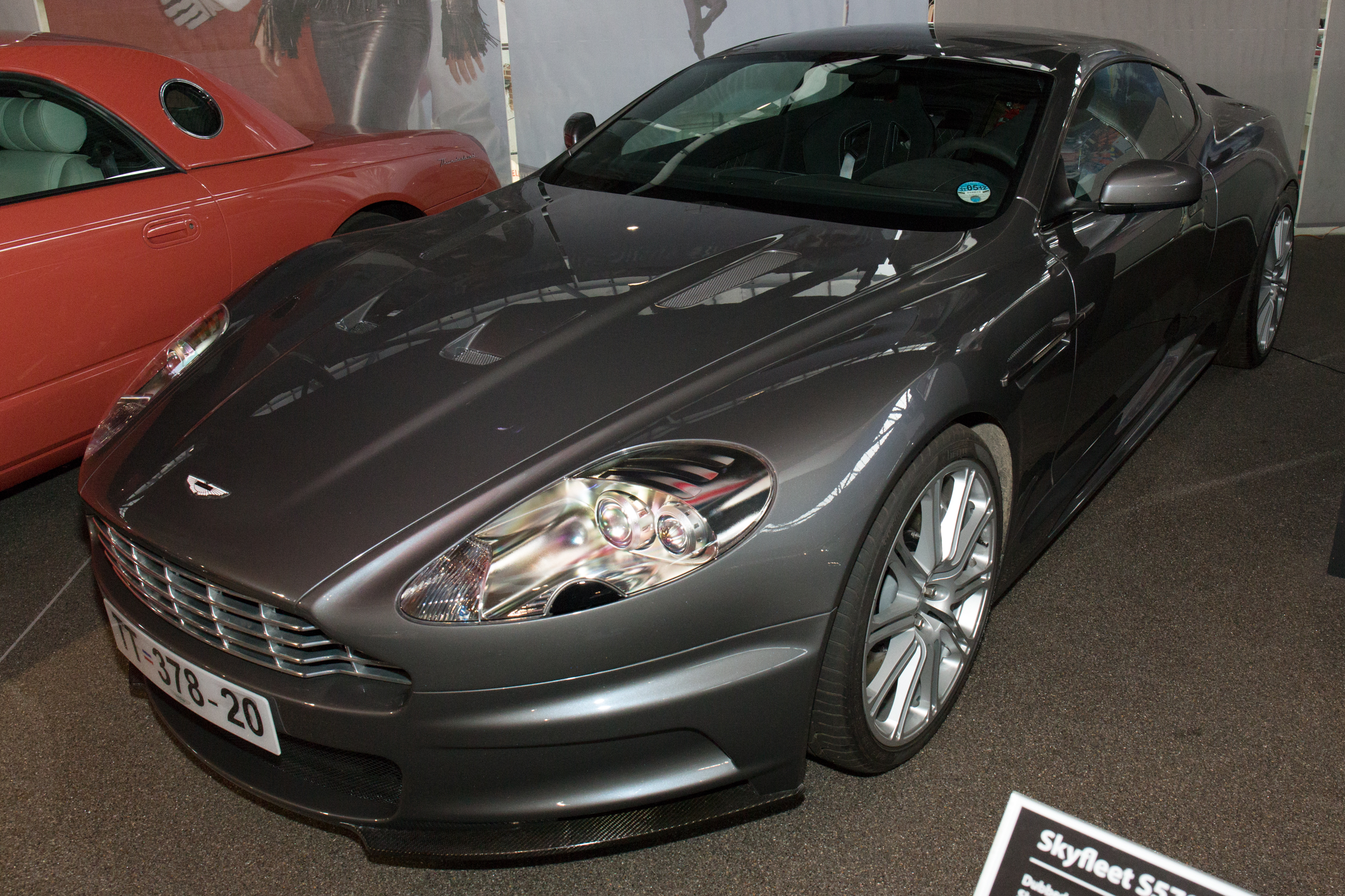
یکی از استون مارتین دی‌بی‌اس که در فیلم جیمز باند کازینو رویال استفاده شد

دی‌بی‌اس اولین بار در سال ۲۰۰۶ در فیلم جیمز باند کازینو رویال، اولین فیلمی که در آن باند توسط دنیل کریگ ایفای نقش شد، دیده شد، در نتیجه تمایل Eon Production برای پیوند دادن بازیگر جدید باند به میراث فرنچایز با استون مارتین. تنها ابزار داخل خودرو که در این فیلم به چشم می‌خورد یک جعبه دستکش/صندوق است که حاوی یک تپانچه یدکی، صدا خفه کن و یک کیت پزشکی با دفیبریلاتور در محفظه آن است. باند از ماشین برای رفتن به کازینو رویال در مونته‌نگرو استفاده می‌کند تا بتواند Le Chiffre را پیدا کند. سپس وقتی جیمز باند برای جلوگیری از برخورد با وسپر که توسط لو شیفر برای فریب دادن باند پس از ربوده شدن به عنوان طعمه استفاده شده بود، منحرف می‌شود، ماشین ویران می‌شود. خودروهای مورد استفاده در تولید در واقع نمونه‌های اولیه بر پایه خودروهای آزمایشی دی‌بی۹ بودند، زیرا فیلم پیش از ورود دی‌بی‌اس به تولید تولید شده بود.
دی‌بی‌اس برای تعقیب و گریز ماشین پیش از اعتبار در اطراف دریاچه گاردا در فیلم باند ذره‌ای آرامش در سال ۲۰۰۸ بازگشت. این خودرو به رنگ خاکستری تیره متالیک تیره است که در لیست آپشن‌های استون مارتین به آن «نقره‌ای کوانتومی» گفته می‌شود و هیچ ابزاری ندارد. در این فیلم، باند از وسیله نقلیه استفاده می‌کند تا آقای وایت را به ام تحویل دهد در حالی که سعی می‌کند از تعقیب کنندگان خود دوری کند، اما بعداً در نتیجه آسیب می‌بیند. خودروهای مورد استفاده در این فیلم مدل سال ۲۰۰۹، خودروهای تولید دی‌بی‌اس با مشخصات بازار آلمان هستند.

## سردرگمی نامگذاری
برخی از سردرگمی‌ها در مورد نام نسخهٔ تولیدی زمانی رخ داد که به برخی از خودروهای آزمایشی که در اطراف نوربرگ‌رینگ می‌چرخیدند نشان دی‌بی‌آراس۹ داده شد. با این حال، به نظر می‌رسد که این تنها یک ترفند توسط این شرکت برای گیج کردن عکاسان جاسوسی بود. نام رسمی خودرو دی‌بی‌اس اعلام شد.

## تولید
دی‌بی‌اس در گیدون، واریک‌شر ساخته شد. موتور آن در کارخانه موتور استون مارتین در شهر کلن آلمان ساخته شد.
تولید دی‌بی‌اس در مجموع ۳٬۴۰۰ دستگاه بود.